# Санкт-Галленские анналы Балузия
Санкт-Галленские анналы Балузия (лат. Annales Sangallenses Baluzii) — одни из древнейших каролингских анналов. Были составлены и долгое время хранились в монастыре города Санкт-Галлен. Названы по имени издавшего их в 1678 г. под названием «Кратчайшая хроника монастыря св. Галла» Балузия. Сохранились в рукописи нач. IX в. Охватывают период с 691 по 814 гг. Описывают события истории Франкского государства.

## Издания
- Annales Sangallenses Baluzii / ed. G. H. Pertz // MGH, SS. Bd. I. Hannover, 1826, p. 63[2].

## Переводы на русский язык
- Санкт-Галленские анналы Балузия в переводе Я. Зверева на сайте Восточная литература